# Anua rubrescens
Anua rubrescens är en fjärilsart som beskrevs av Louis Beethoven Prout. Anua rubrescens ingår i släktet Anua och familjen nattflyn. Inga underarter finns listade i Catalogue of Life.